# Снежноягодник китайский
Снежноя́годник кита́йский (лат. Symphoricarpos sinensis) — листопадный кустарник, вид рода Снежноягодник семейства Жимолостные (Caprifoliaceae). В диком виде растёт в Китае.

## Ботаническое описание
Листопадный кустарник, прямостоячий, высотой 1—2,5 м.
Листья без опушения, цельнокрайные, длиной до 2,5 см, с одной стороны сизые, с другой зелёные. Форма овальная, основание клиновидно сужается к черешку, концы листьев бывают как острыми, так и тупыми. Форма от ромбовидной до овальной.
Цветки белые, с колокольчатым венчиком длиной 5—7 мм. Цветёт с июля по сентябрь.
Плоды иссиня-чёрные, с беловатым налётом, яйцевидные, около 7 мм диаметром, с коротким носиком на конце. Содержат 2 косточки. Созревают в сентябре—ноябре.

## Применение
Используется как декоративное растение. В условиях средней полосы России снежноягодник китайский недостаточно зимостоек и может вымерзать в суровые зимы, поэтому в России он не везде распространён .

## Таксономия
Symphoricarpos sinensis Rehder, Pl. Wilson. (Sargent) 1(1): 117. 1911.
|  |                                      |  |                                                             |                                                             |                       |  | ещё 6 семейств (согласно Системе APG II) | ещё 6 семейств (согласно Системе APG II) |                             |  |  |  | ещё около 15 видов |
|  |                                      |  |                                                             |                                                             |                       |  | ещё 6 семейств (согласно Системе APG II) | ещё 6 семейств (согласно Системе APG II) |                             |  |  |  | ещё около 15 видов |
|  |                                      |  |                                                             | порядок Ворсянкоцветные                                     |                       |  |                                          |                                          | род Снежноягодник           |  |  |  |                    |
|  |                                      |  |                                                             | порядок Ворсянкоцветные                                     |                       |  |                                          |                                          | род Снежноягодник           |  |  |  |                    |
|  | отдел Цветковые, или Покрытосеменные |  |                                                             |                                                             | семейство Жимолостные |  |                                          |                                          | вид Снежноягодник китайский |  |  |  |                    |
|  | отдел Цветковые, или Покрытосеменные |  |                                                             |                                                             | семейство Жимолостные |  |                                          |                                          |                             |  |  |  |                    |
|  |                                      |  | ещё 44 порядка цветковых растений (согласно Системе APG II) | ещё 44 порядка цветковых растений (согласно Системе APG II) |                       |  |                                          | ещё 4 рода                               | ещё 4 рода                  |  |  |  |                    |
|  |                                      |  |                                                             | ещё 44 порядка цветковых растений (согласно Системе APG II) |                       |  |                                          |                                          | ещё 4 рода                  |  |  |  |                    |